# 埃米爾·卡恩
埃米爾·卡恩（法語：Émile Cahen，1839年12月24日—1916年12月25日）出生於法國大東部大區默爾特-摩澤爾省的圖勒，是一位已故的法國猶太教的拉比。

## 生平
他於1857年到1864年的期間，在法國猶太神學院接受猶太教的拉比訓練，畢業後先後在漢斯、凡爾登、里尔、圖勒等地擔任拉比。
1913年被授予法國榮譽軍團勳章，1916年遭遇交通事故，經送醫到巴黎主宮醫院救治，最終因為傷重不治死亡。

## 受獎
- 1913年： 法國榮譽軍團勳章